# فيليكس هرنانديز
فيليكس هرنانديز (بالإسبانية: Félix Hernández)‏ هو لاعب كرة قاعدة فنزويلي، ولد في 8 أبريل 1986 في بلنسية في فنزويلا.

## وصلات خارجية
- فيليكس هرنانديز على موقع دوري كرة القاعدة الرئيسي (الإنجليزية)
- فيليكس هرنانديز على موقعبيزبول رفرنس.كوم (الدوري الرئيسي) (الإنجليزية)
- فيليكس هرنانديز على موقعبيزبول رفرنس.كوم (الدوري الثانوي) (الإنجليزية)
- فيليكس هرنانديز على موقع إي إس بي إن.كوم (أم.أل.بي) (الإنجليزية)
- فيليكس هرنانديز على موقع مشجعي الرسوم البيانية (الإنجليزية)
- فيليكس هرنانديز على موقع الموسوعة البريطانية (الإنجليزية)